# 氷見市立灘浦小学校
氷見市立灘浦小学校 （ひみしりつ なだうらしょうがっこう）は富山県氷見市にある公立小学校。

## 沿革
- 2011年（平成23年）4月 - 女良小学校と宇波小学校を統合して開校。旧宇波小学校（氷見市宇波1194番地）校舎を暫定校舎とする。
- 2018年（平成30年）4月 - 旧灘浦中学校（氷見市小境1420番地）へ移転。旧灘浦中学校校舎を改築して使用している。

## 通学区域と進学先中学校
出典

### 通学区域
- 宇波、脇方、小境、大境、白川、五十谷、戸津宮、大窪、姿、中田、中波、脇、長坂、平沢、吉岡、平

### 進学先中学校
- 氷見市立北部中学校

## 周辺
- 電子基準点「氷見」 - 敷地が隣接
- 夕日神社
- 国道160号線
- 小境海水浴場
- 富山湾
- 大境漁港
- 大境港東防波堤灯台

## アクセス
- 能越自動車道灘浦インターチェンジから、車で約3km・約6分。